# Idę tam gdzie idę
Idę tam gdzie idę – singel Kazika wydany w listopadzie 1997 roku.

## Lista utworów
1. Idę tam gdzie idę – wersja album
2. Idę tam gdzie idę – wersja gębowa
3. Idę tam gdzie idę – wersja puni
4. Idę tam gdzie idę – wersja puni puni
5. Idę tam gdzie idę – wersja instr
6. Taśma ostatnia
7. Spowiedź niewerbalna

## Muzycy
- Kazik Staszewski – wokal
- Jerzy Mazzoll – klarnet
- DJ Feel-X – skrecze
- Sławomir Pietrzak – gitara

## Inne
Wydany: listopad 1997, SP MAX 07/97
Nagrany: w studiu Hard w Warszawie pomiędzy styczniem i majem 1997

Realizacja: Andrzej Rewak

Wytwórnia płytowa: S.P. Records